# Joya (напій)
Joya — марка фруктових соків, представлена в 1942 році в Монтерреї, Мексика, виробниками мінеральних вод Cia. Joya була доступна лише в мексиканських штатах Нуево-Леон і на північ від Тамауліпаса; Тоді, у 2004 році, поширення Joya розпочалося в Коауїлі та частині Сан-Луїс-Потосі, а в 2005 році — в Сіналоа, Чіуауа і Баха-Каліфорнія. У 2004 році Joya була придбана компанією The Coca-Cola Company, а в 2006 році Joya була представлена в штаті Ідальго, частині штатів Морелос і Пуебла.

## Ароматизатори
- Фруктовий пунш

- Яблуко

- Грейпфрут

- Ананас

- Виноград

- Мандарин

- Персик

- Лимон

- Тамарінд